# Pere Prat (atleta)
Pere Prat (?, 1891 - ?, ?) fou un atleta i pioner de l'atletisme català. Cosí del president de la Mancomunitat, Enric Prat de la Riba, fou descobert per un directiu del FC Barcelona durant una excursió al Pirineu, veient com una parella de carabiners perseguia un jove, que amb un paquet sota el braç corria com una gasela sortejant la seva detenció. Es feu molt popular enfrontant-se a qui el volgués desafiar els dies festius al Parc de la Ciutadella de Barcelona, fet que li valgué el sobrenom d'“atleta del poble”. Es convertí en un campió pràcticament insuperable des del 1911 fins al 1917, arribant a acumular set rècords d'Espanya a la vegada l'any 1916. A proposta de la publicació España Deportiva es creà un Campionat d'Espanya de cros per enfrontar-lo a l'atleta madrileny més rellevant, al qual guanyà, a Madrid, en les dues primeres edicions el 1916 i el 1917. Aquests mateixos anys també fou campió de Catalunya de cros individual i per equips. El 1913 establí el rècord espanyol de l'hora, i també aconseguí les millors marques d'Espanya de 800 metres, 1.500 metres, la milla, 3.000 metres, 5.000 metres, 10.000 metres i marató. El 1917, després d'una lesió, es va retirar. El FC Barcelona instaurà la Challenge Pere Prat durant els anys vint en honor seu.
Als anys 30 residia a Washington i treballava de taxista.